# Miroir
「miroir」（ミロワール）は、Fantôme Irisの1stアルバム。2022年9月7日発売。
既発表曲に加え、「楽曲でキャラクターの成長を表現する」という意図から、4曲の新曲が制作された。
タイトルはフランス語で「鏡」であり、昼の姿（素顔）と夜の姿（ステージでの姿）があるFantôme Irisの、二面性あるキャラクター設定になぞらえて命名された。

## 収録曲

### CD
1. 棺の中のセラヴィ
作詞：中村彼方、作曲・編曲：三好啓太
2. 銀の百合
作詞：マオ（シド）、作曲：御恵明希（シド）、編曲：シド
Fantôme Irisの初出発表の際に使用された楽曲[1]。
3. Into the Flame
作詞・作曲・編曲：加藤貴之
アプリ「AAside」の黒川燈のストーリーに紐づいた楽曲。ライブでは落ちサビの前にフェリクスが燈の背中を押すのが定番のパフォーマンスとなっている。
4. 狂喜のメロディ
作詞：マオ（シド）、作曲：ゆうや（シド）、編曲：シド
5. ザクロ
作詞：マオ（シド）、作曲：Shinji（シド）、編曲：シド
6. XX in Wonderland
作詞・作曲・編曲：UYKADO
「Fantôme Irisの世界にお客さんを誘うおとぎ話」というイメージの楽曲。ヴィジュアル系のライブに見られるヘドバン、振り付けをしやすい曲調に作られた[1]。
7. 影と光
作詞：マオ（シド）、作曲：ゆうや（シド）、編曲：ゆうや（シド）・神山一郎
ヴィジュアル系のロックでありつつも、J-POP的なキャッチーで綺麗な楽曲として作られた。  「運命の出会い」に始まる歌詞の内容は「フェリクスと黒川燈」「Fantôme Irisとファン」の出会いをイメージしている[1]。
8. histoire
作詞：マオ（シド）、作曲：Shinji（シド）、編曲：シド
9. ピエロ
作詞・作曲・編曲：TAKE（FLOW）
10. Janus
作詞・作曲・編曲：加藤貴之
11. ラプソディア
作詞：逹瑯（MUCC）、作曲・編曲：逹瑯（MUCC）・足立房文
ランズベリー・アーサーが逹瑯の配信番組に出演した際に直談判し、制作された。逹瑯の感じたFantôme Irisのイメージで制作されている[1]。  サビまで3分ほどあり、演劇のような雰囲気のある構成で、壮大で世界観が濃い楽曲。プロデューサーの北岡は「昔ながらのヴィジュアル系と、今の良さが融合している」と語っている[1]。
12. miroir
作詞：マオ（シド）、作曲：御恵明希（シド）、編曲：御恵明希（シド）・加藤貴之
最初に発表された「銀の百合」と同じ作詞・作曲陣で制作している。「Fantôme Irisの第一章の終わり」と「第二章の始まり」をつなぐ楽曲であり、ステージ上のFantôme Irisの世界観よりも素のメンバーの姿を感じられる楽曲[1]。

### Blu-ray Disc（生産限定盤のみ）

#### Fantôme Iris Concept LIVE - 月光饗宴- 全編映像
1. 銀の百合
2. 棺の中のセラヴィ
3. 狂喜のメロディ
4. un:Mizeria
5. ニルヴァーナ（Cover：MUCC）
6. Miss MOONLIGHT（Cover：黒夢）
7. Spooky Halloween Night
8. Into the Flame
9. ROSIER（Cover：LUNA SEA）
10. ザクロ
11. ヴァンパイア（Cover：Janne Da Arc）
12. STAND PROUD（Cover：橋本仁）
13. ピエロ

Encore
1. histoire
2. Janus

## カバー
ラプソディア
- 逹瑯 - 2022年9月21日発売の1stシングル『エンドロール』にてセルフカバーをしている。